# Charles Vigurs
Charles Alfred Vigurs (Birmingham, 11 de juliol de 1888 – Grenay, Pas-de-Calais, 22 de febrer de 1917) va ser un gimnasta artístic anglès que va competir a començament del segle xx.
El 1908 va prendre part en els Jocs Olímpics de Londres, on fou vuitè en la prova del concurs complet per equips del programa de gimnàstica.
Quatre anys més tard, als Jocs d'Estocolm, va guanyar la medalla de bronze en el concurs complet per equips del programa de gimnàstica.
Morí en acció de guerra durant la Primera Guerra Mundial, mentre servia al Royal Warwickshire Regiment prop de Grenay. Fou enterrat al proper Cementiri britànic de Maroc.